# Однажды в Риме (фильм, 2010)
«Одна́жды в Ри́ме» (англ. When in Rome) — комедийный фильм Марка Стивена Джонсона 2010 года. 
Сценарий фильма написали Марк Стивен Джонсон, Дэвид Даймон и Дэвид Уайссман. 
Главную роль в фильме исполняет Кристен Белл. 
На широкие экраны в США фильм вышел 29 января 2010 года; премьера в России состоялась 18 февраля 2010 года (BVSPR Disney).

## Сюжет
Бет (Кристен Белл), успешная, но безнадёжно одинокая куратор музея Гуггенхайма, отправляется в Рим, чтобы присутствовать на подозрительно быстро устроенной свадьбе своей младшей сестры. Во время пребывания там она забирает несколько монет из так называемого «фонтана любви», а когда уезжает обратно в Нью-Йорк, за ней следом отправляется компания одержимых воздыхателей, чьи монеты она забрала: маленького колбасного магната Аль Руссо (Дэнни Де Вито), долговязого уличного фокусника Ланса (Джон Хидер), живописца Антонио (Уилл Арнетт) и самовлюбленной мужской модели Гейла (Дэкс Шепард). 
Тем временем, влюблённый в неё репортёр Ник Бимон (Джош Дюамель) прилагает все усилия, чтобы убедить Бет, что истинная любовь находится не только в сказках и женских романах.

## В ролях
| Актёр            | Роль |
| ---------------- | --- |
| Кристен Белл     | Элизабет Энн «Бет» Мартин (успешная, но одинокая куратор музея Гуггенхайма в Нью-Йорке. Хотя ей и горько от любви, она тоскует и любит Ника) |
| Джош Дюамель     | Ник Бимон (человек, уже давно любящий Бет, и считающей её своей парой)                                                                       |
| Алексис Дзена    | Джоан (младшая сестра Бет) |
| Джон Хидер       | Лэнс (уличный волшебник, использующий свои познания, чтобы получить руку и сердце Бет)                                                       |
| Дэкс Шепард      | Гейл (модель, один из влюбившихся в Бет) |
| Уилл Арнетт      | Антонио (итальянский художник, влюбившийся в Бет)                                                                                            |
| Анжелика Хьюстон | Сэлэст (начальница Бет) |
| Дэнни де Вито    | Эл Руссо (один из влюбившихся в Бет) |
| Дон Джонсон      | отец Бет |
| Кейт Микуччи     | Стейси Харпер |

## Саундтрек
1. Джейсон Мраз — «Kickin' With You»
2. 3OH!3 и Кэти Перри — «Starstrukk»
3. Laura Izibor — «Shine»
4. Patrice Irving & Richard Wagner — «Rockin' Bride»
5. Paolo Nutini — «Pencil Full Of Lead»
6. Johann Pachelbel — «Canon And Gigue In D Major: Gigue»
7. Jani Lane — «Cherry Pie»
8. Craig Stull — «Donna Molto Bella»
9. Mafia Bianca LLC — «I Am Changing»
10. Tina Parol — «Hold Onto Your Heart»
11. Katy Perry — «If You Can Afford Me»
12. Matt Hires — «Honey, Let Me Sing You A Song»
13. Jason Damato — «Floating Down A River»
14. Adele — «Make You Feel My Love»
15. Matchbox Twenty — «How Far We’ve Come»
16. Friday Night Boys — «Stupid Love Letter»
17. NEEDTOBREATHE — «Something Beautiful»
18. Sofi Bonde — «Heart Bling»

## Создание фильма
- Съёмки фильма проходили в Риме и Нью-Йорке.
- 3OH!3 сделал видео на композицию «Starstrukk» при участии Кэти Перри на основе фильма. Видео показывает 3OH!3 рядом с фонтаном желаний. Они хватают оттуда несколько монет и подвергаются нападению девушек, чьими монеты и были.

- Джон Хидер и Эфрен Рамирез (Хуан) уже играли вместе в фильме «Наполеон Динамит».

## Прокат
Фильм вышел на экраны 29 января 2010 года и стал #3, с кассой 12 350 041 $ в США и Канаде. Он был показан в 2456 кинотеатрах, со средним отдачей 5 029 $ на кинотеатр.
На 15 февраля 2010 фильм получил 26 802 000 долл. внутри страны.

## Реакция критиков
Фильм получил отрицательные рецензии от критиков. Rotten Tomatoes сообщил, что 17 % критиков дали фильму положительные обзоры, на основе 66 обзорах со средним баллом 3.4/10. Metacritic дал фильму 25 % из 100 на основе 24 обзоров.